# معركة أعزاز (2012)
معركة أعزاز هي معركة وقعت بين الجيش السوري والجيش السوري الحر خلال الحرب الأهلية السورية من أجل السيطرة على مدينة أعزاز شمال حلب.